# Predestinació
La predestinació o predeterminisme és un tipus de determinisme religiós, que proclama que tot el destí de l'univers està previst des del principi per Déu, qui posseeix omnisciència i, per tant, sap què passarà en un futur. La llibertat llavors existeix només en el present, ja que Déu coneix la decisió que prendrà cada individu abans que sigui presa. A occident, un dels principals defensors d'aquesta teoria va ser Joan Calví. A l'islam, la creença en la predestinació (qàdar) constitueix un dels sis articles de fe.